# Cantus Buranus
Cantus Buranus (lat. „Gesang aus Benediktbeuern“) ist die Bearbeitung und Neuvertonung vornehmlich weltlicher Texte aus der mittelalterlichen Handschrift Carmina Burana durch die Musikgruppe Corvus Corax. Cantus Buranus zeichnet sich dabei durch das Zusammenspiel mittelalterlicher Instrumente (gespielt von Corvus Corax) mit klassischem Orchester und Chor aus.
Zunächst sind zwölf Stücke der Sammlung unter dem Titel Cantus Buranus auf CD (Roadrunner Records) veröffentlicht worden. Neben der CD liegt der limitierten Erstauflage eine Audio-DVD bei, auf der "Cantus Buranus" in Dolby Digital 5.1 aus der Perspektive des Dirigenten zu hören ist.
Im Februar 2008 begannen die Aufnahmen für den Cantus Buranus II betitelten Nachfolger mit dem Deutschen Filmorchester Babelsberg unter der Leitung von Bernard Fabuljan.

## Verwendete Instrumente
Neben den "üblichen" Instrumenten eines klassischen Orchesters wird eine Vielzahl weiterer mittelalterlicher Instrumente verwendet, die zu großen Teilen von Corvus Corax handgefertigt wurden:
Aulos, Bombarde, Buccina, Cister, Claves, Darabuka, Davul, Drehleier, Dudelsäcke, Flöten, Glockenspiel, Gardon, Heerespauke, Hörner, Hümmelchen, Laute,  Maultrommel, Okarina, Organistrum, Pandeiro, Päuklein, Psalterium, Riesendara, Riqq, Rahmentrommel, Schellen, Schleudertrömmelchen, Schalmeien, Schnarrtrommel, Tamburin, Tibetanische Businen, Triangel, Trumscheit, Xylophon, Zinken.

## Aufführungen

### Cantus Buranus
Die öffentliche Generalprobe des Werkes fand am 30. Januar 2005 im Staatstheater Cottbus unter Mitwirkung des Philharmonischen Orchesters und des Opernchors des Staatstheaters Cottbus unter der Leitung des Dirigenten Jörg Iwer sowie des Vokalensembles Psalteria aus Prag und des Chores Ivan Pl. Zajc, Zagreb, statt. Welturaufführung war am 5. August 2005 auf dem Wacken Open Air in gleicher Besetzung.
Die wohl bisher bekanntesten Aufführungen fanden am 19. und 20. August 2005 vor insgesamt ca. 5.000 Zuschauern auf der Museumsinsel in Berlin im Rahmen des jährlichen Museumsinselfestivals statt. Schirmherr der Veranstaltung war Berlins Regierender Bürgermeister Klaus Wowereit. Diese Aufführungen wurden mitgeschnitten und erschienen am 3. März 2006 unter dem Titel Cantus Buranus Live in Berlin als CD und DVD.
Außerdem wurde Cantus Buranus am 12. Januar 2006 als Eröffnungsveranstaltung des EuroSonic Festival in der Martini Kerk in Groningen mit dem Radiokammerorchester Köln unter dem Dirigenten Bernard Fabuljan aufgeführt.

### Cantus Buranus II
Der zweite Teil des Werks wurde am 31. Mai 2008 in Halle (Saale) teilweise uraufgeführt. Das Konzert musste aufgrund eines Unwetters unterbrochen werden, sodass nicht alle geplanten Stücke aufgeführt werden konnten.
Eigentliche Uraufführung und Albumpremiere war der Auftritt auf der Black Stage des Wacken Open Airs am 1. August 2008. Die Welturaufführung fand im November 2008 im Rahmen der Deutschland-Promenade in China statt.
Der Bühnenchor von Cantus Buranus II ist seit Mai 2008 der "Passionata Chor Berlin".
Seit März 2009 ist das "Bohemian Symphony Orchestra Prague" für die Auftritte verpflichtet.

## Veröffentlichungen
Veröffentlicht werden die verschiedenen Ton- und Bildträger des Cantus Buranus durch Roadrunner Records. Cantus Buranus II erschien beim bandeigenen Label Pica Music.
| Titel                          | Erscheinungsdatum | Erscheinungsformat                     |
| ------------------------------ | ----------------- | -------------------------------------- |
| Cantus Buranus                 | 8. August 2005    | Limitiertes Digipak (CD und Audio-DVD) |
| Cantus Buranus                 | 8. August 2005    | CD                                     |
| Cantus Buranus Live in Berlin  | 3. März 2006      | Live-DVD                               |
| Cantus Buranus Live in Berlin  | 3. März 2006      | Live-CD                                |
| Cantus Buranus II              | 1. August 2008    | CD                                     |
| Cantus Buranus – Das Orgelwerk | 5. Dezember 2008  | CD                                     |
| Cantus Buranus Live in München | 6. August 2010    | Live-DVD                               |
| Cantus Buranus Live in München | 6. August 2010    | Live-CD                                |